# Atrição (erosão)

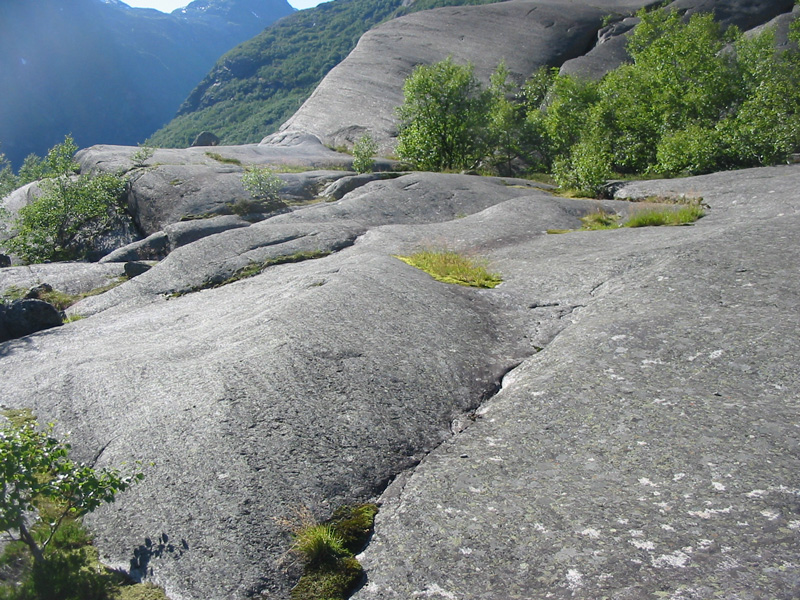
Rochas abrasadas por geleiras perto da geleira Jostedalsbreen, oeste da Noruega. Foto de Siim Sepp, 2006.

Atrição é uma forma de erosão de costas e de rios que ocorre quando a carga de fundo do solo abaixo da água é corroída. Com as rochas a serem transportadas rio abaixo, por exemplo, os impactos regulares entre porções de grãos e entre os grãos e o solo faz com que eles sejam despedaçados em fragmentos menores. Este processo torna-os, assim, mais redondos e lisos. A atrição pode ocorrer também em regiões glaciais, onde é causada pelo movimento do gelo embutido a sedimentos superficiais.